# T. Rex Game
Le T. Rex Game ou Chrome Dino (noms non officiels) est un jeu vidéo conçu pour être accessible sur le navigateur Google Chrome en cas d'interruption de l'accès à Internet. C'est l'un des jeux les plus joués au monde.

## Accès
Le jeu figure sur la page d'erreur de Google Chrome en cas d'interruption de l'accès à Internet ; le code erreur du navigateur est alors « ERR_INTERNET_DISCONNECTED ».
Cette page est également accessible dans Chrome en tapant chrome://dino dans la barre d'adresse.
Le jeu se lance en appuyant sur la barre d'espace, ou en appuyant sur la flèche du haut.

## Principe

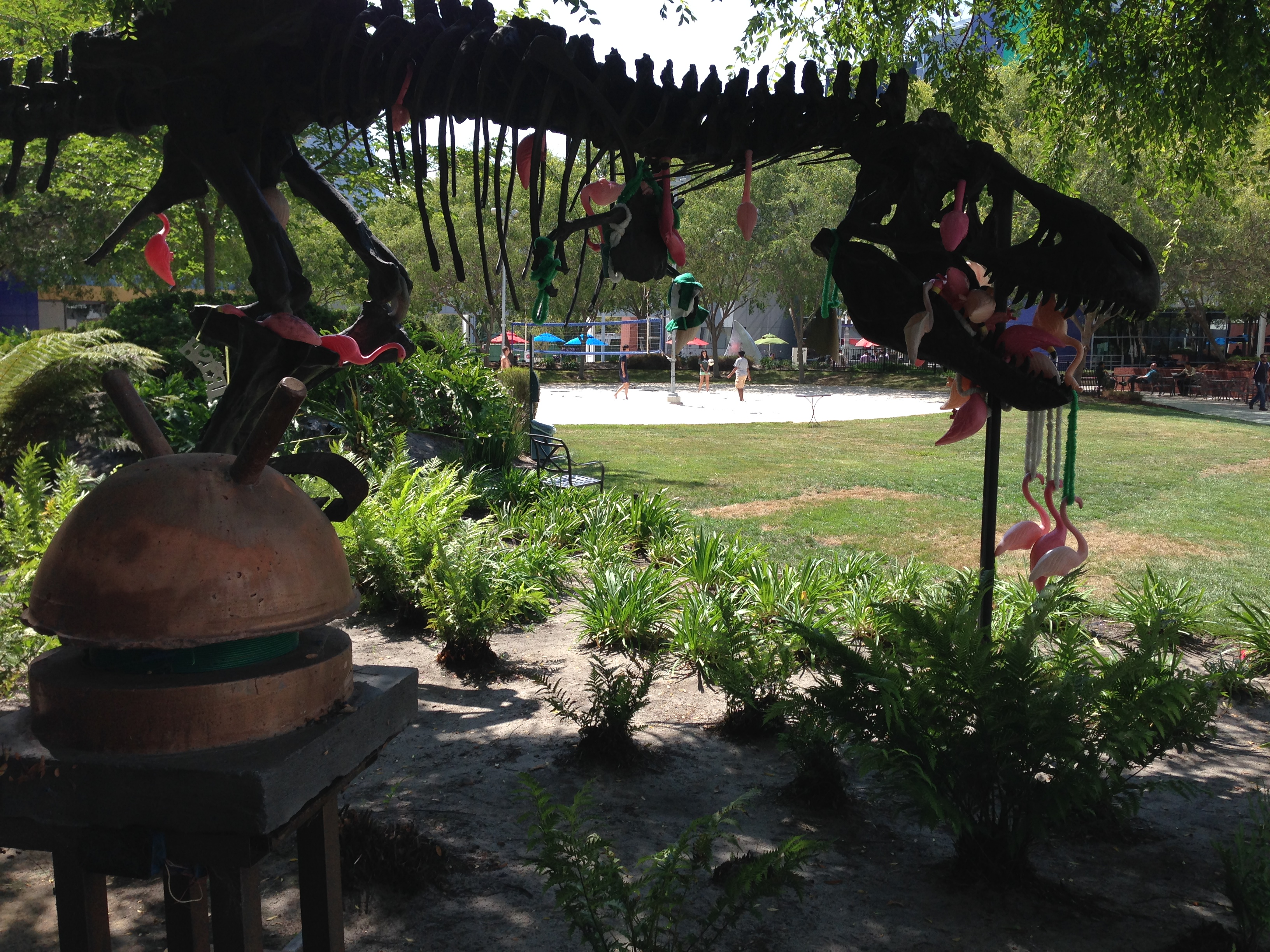
Squelette de Tyrannosaurus rex dans les jardins du Googleplex à Mountain View en Californie.

Le jeu se compose d'un simple dinosaure qui court à l’infini et qui doit sauter par-dessus des cactus (barre d'espace ou flèche haut du clavier) et passer sous des ptéranodons (flèche bas du clavier). Le but est de survivre aussi longtemps que possible. Lorsque le joueur atteint 700 points, le jeu commence à basculer entre le mode Jour (fond blanc, lignes et formes noires) et le mode Nuit (fond noir, lignes et formes blanches). Atteindre un score de 900 ramènera le jeu de couleurs au Jour, et le basculement se produira à d'autres étapes ultérieures. Si le navigateur est en mode sombre, le cycle est inversé et le jeu commence en mode Nuit.
Le tyrannosaure a été choisi car c'est un animal mascotte de Google ; l'entreprise possède en effet un squelette de ce dinosaure, exposé dans les jardins du Googleplex, son siège social.

## Histoire
En novembre 2018, Google introduit une fonctionnalité pour enregistrer les scores des joueurs.

## Variantes
En septembre 2018, pour le 10e anniversaire de Google Chrome, un gâteau d'anniversaire est ajouté, obligeant le dinosaure à porter un chapeau d'anniversaire lors de la collecte.
En août 2020, un petit arsenal d'armes et de pilules ralentissant le temps est devenu disponible pour le dinosaure. Cependant, certaines armes peuvent nuire au dinosaure lui-même. La version modifiée s'appelait Dino Swords.
En 2021, lors des Jeux olympiques d'été de Tokyo, des flammes olympiques sont rajoutés sur le parcours du dinosaure qui lui permet de faire des disciplines olympiques comme l'équitation, le surf ou la natation.

## Succès
C'est l'un des jeux les plus joués au monde, avec plus de 270 millions de parties revendiquées chaque mois en 2018.